# مقاطعة قلعة النساء
مقاطعة قلعة النساء (بالإيطالية: Provincia di Caltanissetta)‏، مقاطعة إيطالية في صقلية، عاصمتها مدينة قلعة النساء وعدد سكانها 275.221 نسمة ومساحتها 2124 كيلومتر مربع وبها 22 مدينة وبلدة وقرية، تطل جنوباً على قناة صقلية، وتحدها غرباً مقاطعة جرجنت، وشمالاً مقاطعة بلرم ومقاطعة قصر يانه، من الشرق مقاطعة قطانية ومقاطعة رغوس.

## أهم المدن

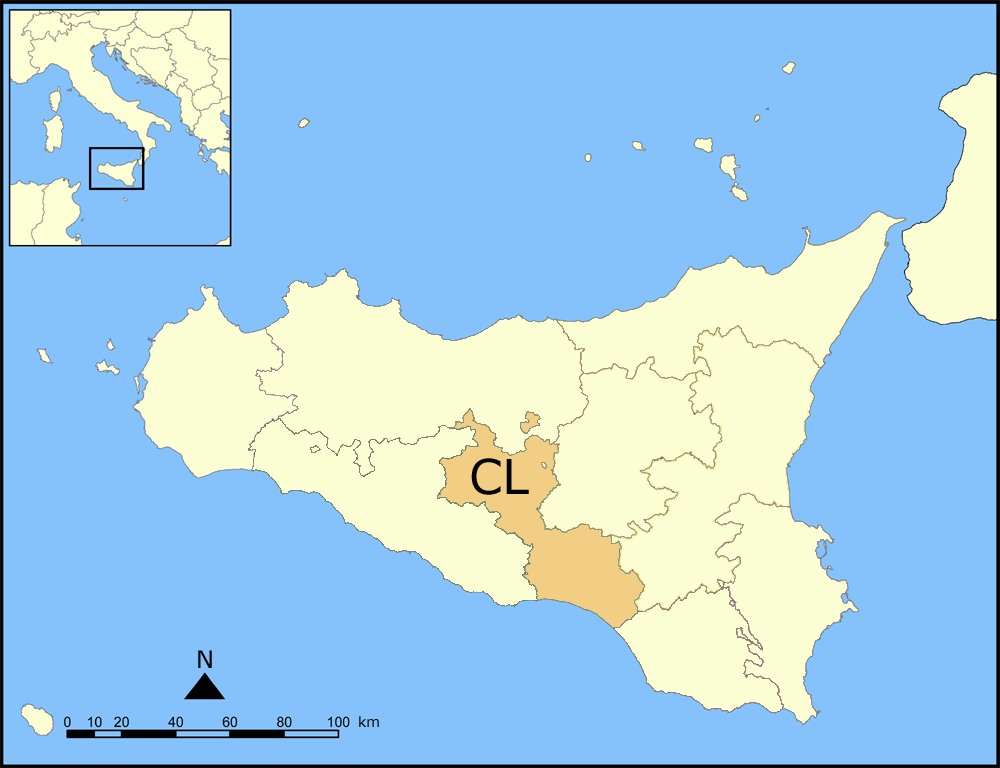
مقاطعة قلعة النساء

| المدينة     | الاسم بالإيطالية | السكان |
| ----------- | ---------------- | ------ |
| جيلا        | Gela             | 77,234 |
| قلعة النساء | Caltanissetta    | 60,632 |
| نَشَم         | Niscemi          | 26,734 |
| شنت قطلد    | San Cataldo      | 23,199 |

## أعلام
- روزاريو فينا